# Successione (diritto)
La successione, in diritto, è il subentrare in un rapporto giuridico di un soggetto giuridico, detto successore o avente causa, a un altro soggetto giuridico, detto dante causa. 
La successione, ha luogo tanto nel lato attivo quanto in quello passivo del rapporto giuridico.

## Tipologie
La successione può essere
- a titolo universale, quando un soggetto subentra a un altro in tutti i rapporti giuridici, attivi e passivi, di cui questo è parte ,
- a titolo particolare, quando un soggetto succede a un altro solo in un determinato rapporto giuridico.

La successione può altresì essere:
- tra vivi (inter vivos), se il dante causa mantiene la sua soggettività giuridica dopo la successione

- a causa di morte (mortis causa), se avviene a seguito della morte del dante causa (che, quindi è una persona fisica: in un'accezione più ampia, si fa rientrare nel concetto anche la successione che avviene a seguito dell'estinzione della persona giuridica).

La successione a causa di morte può essere a titolo particolare o universale. La successione tra vivi può essere solo a titolo particolare, se il dante causa  è una persona fisica, in quanto, negli ordinamenti giuridici moderni, vi sono diritti dei quali la persona fisica non si può spogliare.

## Nel mondo

### Italia
L'ordinamento giuridico italiano prevede come ipotesi di successione universale solo la successione a causa di morte. Eccezionale ammissibilità di una successione universale tra vivi è prevista in caso di fusione di società. Esiste poi la lenta ma progressiva erosione del fenomeno fidecommissorio con i patti di famiglia, ammessi recentemente nell'ordinamento.